# Wayne Proctor
Wayne Thomas Proctor est né le 12 juin 1972 à Bridgend (Pays de Galles). C’est un ancien joueur de rugby à XV, qui joua avec l'Équipe du Pays de Galles de rugby à XV de 1992 à 2001, évoluant au poste d'arrière ou d'ailier (1,82 m pour 82 kg). Il a joué avec Llanelli RFC puis les Llanelli Scarlets.

## Carrière

### En club
Il a joué pour les Llanelli Scarlets en Coupe d'Europe et en Celtic league.
Il a disputé 29 rencontres en Coupe d'Europe.
Il est encore le meilleur marqueur d'essais dans la ligue galloise et le recordman de l'équipe des Scarlets (1996-2003).
Le 19 juin 1993, il est invité pour jouer avec le XV du Président contre les Barbarians français pour le Centenaire du rugby à Grenoble.

### En équipe nationale
Il a disputé son premier test match le 21 novembre 1992, contre l'équipe d'Australie. Il a disputé de nombreux tournois, la coupe du monde de rugby 1995. Il a obtenu 39 capes internationales et il a joué son dernier match le 25 novembre 2001, contre l'équipe d'Australie.

## Palmarès
- En équipe nationale : 39 sélections
- 11 essais, 55 points
  - Sélections par année : 1 en 1998, 3 en 2003
  - Tournois des Cinq Nations disputés : 1993, 1994, 1995, 1996, 1997, 1998
  - Coupe du monde de rugby disputée : 1995 (1 match)
- Victoire dans le Tournoi des cinq nations 1994